# Club Deportivo Cuenca
El Club Deportivo Cuenca és un club de futbol equatorià de la ciutat de Cuenca.

## Història
El Deportivo Cuenca va ser fundat el 4 de març de 1971. El seu major triomf fou el 2004 quan guanyà la lliga equatoriana, classificant-se també per la Copa Libertadores.

## Palmarès
- Lliga equatoriana de futbol:[1]
  - 2004

## Jugadors destacats
- Ángel Liciardi
- Rubén Bareño
- José Luis "El Puma" Rodríguez
- Javier "El Candado" Klimovich
- Raúl Alvarado
- Walter "Mamita" Calderón
- Pablo Arevalo
- Pablo Marín
- Héctor González
- Claudio "Pampa" Biaggio
- Alberto Montaño